# Guillermo Rossini
Guillermo Rossini González (Lima, 3 de septiembre de 1932) es un actor, comediante, imitador y exlocutor de radio peruano de ascendencia italiana.
En la década de 1970, Rossini integró los elencos de Estrafalario y El tornillo, considerados como los programas cómicos pioneros de la televisión peruana.
A partir de los años ochenta, Rossini se convirtió en uno de los principales artistas de Risas y salsa, programa en el que estuvo durante dieciséis años.
En 2017, recibió un reconocimiento a su trayectoria artística durante la celebración anual de los Series Web Awards, premio que destaca lo mejor de las producciones audiovisuales por Internet.
Es conocido por salir en su programa Los chistosos, en RPP, el cual integró desde 1994 a 2021.

## Biografía
Rossini nació el 3 de septiembre de 1932 en Lima. Su padre nació en Arequipa y su madre era española, sintiendo desde pequeño gran atracción por la actuación y las artes. Al terminar sus estudios primarios y secundarios, trabajó como visitador médico y luego se convirtió en el jefe de relaciones públicas de un laboratorio farmacéutico. Posteriormente estudio en la Escuela Nacional de Bellas Artes.
Animado por un amigo suyo a participar en un concurso organizado por el presentador Augusto Ferrando, fue el ganador entre cien concursantes, entre los que figuraba Néstor Quinteros. Ferrando lo lleva a su peña y a la radio, donde realizó sus primeras imitaciones a políticos como Manuel Prado, Juan Velasco Alvarado y Francisco Morales Bermúdez; los narradores hípicos Juan Ramírez Lazo y Federico Roggero, así como a otros personajes de la época. Desde ese momento, Rossini siguió trabajando en otros lugares, como en la radioemisora RPP con el programa Loquibambia. Condujo en la misma emisora El Campeonato Nacional del Chiste durante cinco años.
En 1960, debutó en la televisión en el primer programa cómico, Teleloquibambia, por América Televisión, que duró hasta 1962.
En 1972, ingresó a Panamericana Televisión, donde condujo el programa cómico El tornillo, que duró hasta 1975.
En marzo de 1976, ingresó a canal 7, donde condujo el programa cómico Estrafalario, que duró hasta julio de 1979.
Entre los años 1980 y 1996, fue parte de Panamericana Televisión en el programa cómico Risas y salsa, donde por primera vez en televisión se imitó a un político, caracterizando al entonces ministro de Trabajo, Alfonso Grados Bertorini. Desde su permanencia en Risas y salsa, desarrolló notables imitaciones de los políticos Luis Bedoya Reyes, Alfonso Barrantes, Javier Alva Orlandini, Juan Carlos Hurtado Miller, Susana Higuchi, Luis Cáceres Velásquez; de los artistas Pablo de Madalengoitia, Leopoldo Fernández, Ingeborg Zwinkel (la Gringa Inga) y Osvaldo Cattone; de los periodistas deportivos Oscar Artacho y Pocho Rospigliosi; del intelectual Marco Aurelio Denegri, y del cómico argentino Pepe Biondi. También fue el creador del personaje de Eduviges, la primera chola travestida de la televisión peruana.
En 1986 protagoniza la serie cómica Yo amo a mi mujer, también de Panamericana.
En 1994, ingresó a RPP, donde condujo el programa radial Los chistosos, junto con los imitadores Fernando Armas, Hernán Vidaurre, trío al que se sumó posteriormente la imitadora Giovanna Castro, posteriormente el imitador Manolo Rojas. Estuvo en el espacio hasta mayo de 2021.
En marzo de 2000, regresó a Panamericana Televisión donde condujo los programas cómicos en la televisión como 24 minutos, 24 minutazos y Cueros y carcajadas, junto con Fernando Armas y Hernán Vidaurre, que duró hasta julio de 2003.
En agosto de 2003, ingresó a América Televisión, donde condujo su programa cómico Noti-ríase, junto con Fernando Armas, Hernán Vidaurre y Giovanna Castro, que duró hasta julio de 2004.
En enero de 2008, regresó a las filas de los canales del Grupo ATV (ATV y Global Televisión), donde condujo el programa cómico Ponte al día (en noviembre de 2010, posteriormente llamado El noticioso), junto con Fernando Armas, Hernán Vidaurre y Joyce Guerovich, posteriormente con Giovanna Castro y José Mujica, que duró hasta mayo de 2013.
En enero de 2009, ingresó a Panamericana Televisión, donde condujo su programa cómico Tres al día, junto con Fernando Armas y Hernán Vidaurre, que duró hasta junio del mismo año.
En 2015, regresó a Panamericana Televisión donde condujo el programa Paren esta vaina, junto con Hernán Vidaurre, Giovanna Castro y el cómico José Mujica. En la década de 2000, se popularizaron sus imitaciones de Luisa María Cuculiza, David Waisman, Susana Villarán, Pedro Pablo Kuczynski y Fernando Carvallo.
En 2016, participó en la película El candidato, interpretando al señor Huapaya, una versión satírica de Isaac Humala, padre del expresidente Ollanta Humala.

### Otras actividades
A fines de los años ochenta, decidió incursionar brevemente en el ámbito de la política y en 1986 se convirtió en regidor del distrito de Jesús María por el Partido Popular Cristiano, cargo en el que fue reelegido en 1989, siendo responsable de la Comisión de Espectáculos y de la Biblioteca.
Está casado con Eloísa Effio desde 1969 y tiene dos hijos.

## Filmografía

### Televisión
- Teleloquibambia (1960-1962), América Televisión
- El tornillo (1972-1975), Panamericana Televisión
- Estrafalario (1976-1979), canal 7
- Risas y salsa (1980-1996), Panamericana Televisión
- Risas de América (1997-1999), América Televisión
- Los Cincorregibles (1999), ATV
- 24 minutos (2000-2003), Panamericana Televisión
- 24 minutazos (2001-2002), Panamericana Televisión
- Cueros y carcajadas (2002), Panamericana Televisión
- Noti-ríase (2003-2004), América Televisión
- El torpedo (2005), Panamericana Televisión
- Sábado bravazo (2005-2006), Panamericana Televisión
- Ponte al día (2008, 2009-2010), ATV/Red Global
- Tres al día (2009), Panamericana Televisión
- El noticioso (2010-2013), Global Televisión
- Paren esta vaina (2015-2016), Panamericana Televisión

### Radio
- Los chistosos (1994-2021),[1] RPP

### Cine
- El candidato (2016)[25]